# ذرة شبيهة بالهيدروجين
إن الذرة / الأيون الشبيه بالهيدروجين (تسمى عادةً «ذرة الهيدروجين») هي أي نواة ذرية مرتبطة بإلكترون واحد وبالتالي تكون متوازنة الإلكترون مع الهيدروجين. يمكن أن تحمل هذه الذرات أو الأيونات الشحنة الموجبة {\displaystyle e(Z-1)}، حيث {\displaystyle Z} هو العدد الذري للذرة. من أمثلة الذرات / الأيونات الشبيهة بالهيدروجين الهيدروجين نفسه و He + و Li2 + و Be3 + و B4 +. نظرًا لأن الذرات / الأيونات الشبيهة بالهيدروجين عبارة عن أنظمة ثنائية الجسيمات مع تفاعل يعتمد فقط على المسافة بين الجسيمين، يمكن حل معادلة شرودنجر (غير النسبية) في شكل تحليلي، كما يمكن حل معادلة ديراك (النسبية). الحلول هي وظائف الإلكترون الواحد ويشار إليها باسم المدارات الذرية الشبيهة بالهيدروجين.
يمكن أيضًا الإشارة إلى أنظمة أخرى باسم «الذرات الشبيهة بالهيدروجين»، مثل الميونيوم (إلكترون يدور حول مضاد)، والبوزيترونيوم (إلكترون وبوزيترون)، وبعض الذرات الغريبة (التي تشكلت مع جسيمات أخرى)، أو ذرات ريدبيرج (في أي إلكترون واحد في حالة طاقة عالية لدرجة أنه يرى بقية الذرة عمليًا كشحنة نقطية).